# Assitan Koné
Assitan Koné (Bondy, 23 aprile 1995) è una cestista francese con cittadinanza maliana.

## Carriera
Con la Francia 3x3 ha vinto la medaglia d'oro ai Giochi del Mediterraneo del 2018 e ai Giochi europei del 2019.